# 부르고뉴 공작

하얀색 바탕에 빨간색 부르고뉴 십자가 그려진 기

부르고뉴 공작은 지금의 부르고뉴 지방에 해당하는 부르고뉴 공국 통치자의 신분을 지칭하는 말이다. 부르고뉴 공국은 843년 베르됭 조약에 의해 서 프랑크 왕국에 할양된 이래 손강의 동쪽 인근을 영지로 하여왔다.
부르고뉴 공작위는 880년 부르고뉴 왕국의 카롤링거 가문의 왕 루도비쿠스 3세와 카를로마누스 2세와 타 왕족들이 창설했다. 그들은 프랑스의 카를링거 영지 전부를 봉건화했다.
부르고뉴의 리샤르 2세 (정의공 리샤르)는 그의 영주 루도비쿠스 3세에 의해 처음에는 부르고뉴 후작, 그 후 초대 부르고뉴 공작으로 칙봉받았고 여섯 세속 귀족 중 하나가 되었다.
부르고뉴 공작은 아래 목록에 나열된 백작들의 영주이다.
- 샤롱 백작
- 샤롤레 백작
- 마콩 백작
- 오튄 백작
- 느베르 백작
- 아발롱 백작
- 상세르 백작
- 통네르 백작
- 상리스 백작
- 오세르 백작
- 상 백작
- 트로예 백작
- 오손느 백작
- 바르 백작

## 역대 부르고뉴 공작 목록

### 보소니 가문
처음으로 부르고뉴 공국의 후작(후일 대공)이 된 인물은 아덴가의 리처드였다. 그의 형 보소는 지방 왕국의 군주였으며 여러 지방 왕국과의 복잡한 혼인 관계를 통해 영향력을 확대해 왔다. 형의 뒤를 이은 리처드 역시 지방 왕국들과의 혈연에 의해 대공이 되었으며 그의 자손들은 프랑스 왕가와 여러 대에 걸친 혈연 관계를 맺었으며 프랑스 왕가의 봉신으로서 자리잡았다.
- 정의공 리샤르 (Richard the Justiciar, 880–921)
- 프랑스 왕 루돌프 (Rudolph, 921–923)
- 검은 위그 (Hugh the Black, 923–952)
- 질베르 (Gilbert, 952–956)

### 로베르 가문
로베르 가문 참고
- 오통 (Otton, 956–965), 위그 르 그랑의 아들. 질베르 드 샬롱의 상속녀 샬롱의 리에제아르드 (Liegearde de Chalon)와 결혼.
- 외드-앙리 (Eudes-Henri, 965–1002), 앙리 1세 르 그랑으로도 불림. 전 공작 오통의 형제. 부르고뉴 소속 백작들에 의해 부르고뉴 공작으로 선출됨.
- 오통 귀욤 (Othon-Guillaume , 1002–1004), 전 공작 외드-앙리의 수양아들. 부르고뉴 궁정백.

### 카페 왕가
1004년 부르고뉴는 카페 왕가에 의해 프랑스에 합병되었다. 오토 2세 빌리암은 여전히 부르고뉴 자유국의 통치자였으나 그의 후손은 이브레아 가문으로 이름을 바꾸었다.

#### 1대 부르고뉴 가문
부르고뉴 가문은 카페 왕가의 방계였으며 로베르 2세의 막내 아들인 로베르 1세가 시조이고 그들의 후손들이 포르투갈 왕국을 세운다.
| 문장                                                           | 초상                                                                                        | 이름                                                                                  | 제위 기간       | 가문                                                           | 비고                    |
| -------------------------------------------------------------- | ------------------------------------------------------------------------------------------- | ------------------------------------------------------------------------------------- | --------------- | -------------------------------------------------------------- | ----------------------- |
|                                                                |                                                                                             | 경건왕 로베르 Robert le Pieux (972년 3월 27일, 오를레앙 – 1031년 7월 20일, 믈룅) 59세 | 1004년 - 1016년 | 카페 왕조                                                      | 로베르 2세의 막내 아들. |
|                                                                | 앙리 1세 Henri I (1008년 5월 4일, ? - 1060년 8월 4일, 비트리-오-로쥬) 52세                  | 1016년 – 1031년                                                                       | 카페 왕조       | 부르고뉴 공자 앙리의 장남, 로베르 1세의 손자.                  |                         |
|                                                                | 선조 로베르 1세 Robert Ier le Vieux (v. 1011년, ? - 1076년 3월 21일, 플뢰리-쉬르-오슈) 65세 | 1032 – 1076                                                                           | 부르고뉴 가문   | 로베르 2세의 막내 아들.                                        |                         |
|                                                                | 위그 1세 Hugues Ier (v. 1056년, ? - 29 août 1093년 8월 29일, 클뤼니) 37세                   | 1076 – 1079                                                                           | 부르고뉴 가문   | 부르고뉴 공자 앙리의 장남, 로베르 1세의 손자 그의 동생은 외드. |                         |
|                                                                | 붉은 머리 외드 1세 Eudes Ier le Roux (v. 1060년, ? – 1103년 3월 23일, 타르스) 43세          | 1079 – 1103                                                                           | 부르고뉴 가문   | 위그 1세의 동생                                                |                         |
|                                                                | 평온공 위그 2세 Hugues II le Pacifique (v. 1085년, ? - 1143년 2월 6일, ?) 57세              | 1103 – 1143                                                                           | 부르고뉴 가문   | 외드 1세의 아들                                                |                         |
|                                                                |                                                                                             | 외드 2세 Eudes II (1118년, ? - 1162년 6월 27일, ?) 44세                               | 1143 – 1162     | 부르고뉴 가문                                                  | 위그 2세의 장남         |
|                                                                | 위그 3세 Hugues III (1148년, ? - 1192년 8월 25일, 튀르) 44세                                | 1162 – 1192                                                                           | 부르고뉴 가문   | 외드 2세의 장남                                                |                         |
|                                                                | 외드 3세 Eudes III (1166년, ? - 1218년 7월 6일, 리옹) 52세                                  | 1192년 – 1218년                                                                       | 부르고뉴 가문   | 위그 3세의 장남                                                |                         |
| 섭정 (1218 – 1228) : 알릭스 드 베르지, 위그 4세의 모친         |                                                                                             |                                                                                       |                 |                                                                |                         |
|                                                                | 위그 4세 (Hugues IV)                                                                        | 7월 6일 1218년                                                                        | 부르고뉴 가문   | 외드 3세의 장남                                                |                         |
|                                                                | 로베르 2세 (Robert II)                                                                      | 10월 27일 1271년                                                                      | 부르고뉴 가문   | 위그 4세의 살아남은 자식들 중 장남                             |                         |
|                                                                | 위그 5세 (Hugues V)                                                                         | 3월 21일 1306년                                                                       | 부르고뉴 가문   | 로베르 2세의 장남.                                             |                         |
|                                                                | 외드 4세 (Eudes IV)                                                                         | 5월 9일 1315년                                                                        | 부르고뉴 가문   | 로베르 2세의 동생                                              |                         |
| 섭정 (1349 – 1361) : 잔 1세 도베르뉴 여백작, 필리프 1세의 모친 |                                                                                             |                                                                                       |                 |                                                                |                         |
|                                                                | 루브르의 필리프 1세 (Philippe Ier de Rouvres)                                               | 4월 3일 1350년                                                                        | 부르고뉴 가문   | 부르고뉴 공자 필리프의 장남, 외드 4세의 손자                   |                         |
|                                                                | 초상                                                                                        | 이름                                                                                  | 즉위            | 탄생                                                           | 비고                    |

#### 2대 부르고뉴 가문 (발루아-부르고뉴 가문)
발루아-부르고뉴 가문은 카페-부르고뉴 가문의 뒤를 이어 부르고뉴를 통치한 가문이다.
| 초상 | 이름                                       | 탄생             | 즉위             | 퇴위            | 사망            | 비고                                                                     | 문장 |
| ---- | ------------------------------------------ | ---------------- | ---------------- | --------------- | --------------- | ------------------------------------------------------------------------ | ---- |
|      | 선량왕 장 1세 (Jean Ier le Bon)            | 4월 16일 1319년  | 12월 28일 1361년 | 9월 6일 1363년  | 4월 8일 1364년  | 프랑스의 장 2세. 친족인 필리프 1세로부터 부르고뉴의 통치권을 상속하였다. |      |
|      | 호담공 필리프 2세 (Philippe II le Hardi)   | 1월 15일 1342년  | 9월 6일 1363년   | 4월 27일 1404년 | 4월 27일 1404년 | 선량왕 장 1세의 막내 아들                                                |      |
|      | 용맹공 장 (Jean sans Peur)                 | 5월 28일 1371년  | 4월 27일 1404년  | 9월 10일 1419년 | 9월 10일 1419년 | 호담공 필리프의 장남                                                     |      |
|      | 선량공 필리프 3세 (Philippe III le Bon)    | 7월 31일 1396년  | 9월 10일 1419년  | 6월 15일 1467년 | 6월 15일 1467년 | 용맹공 장의 장남                                                         |      |
|      | 용담공 샤를 1세 (Charles Ier le Téméraire) | 11월 21일 1433년 | 6월 15일 1467년  | 1월 5일 1477년  | 1월 5일 1477년  | 선량공 필리프의 장남                                                     |      |
|      | 부귀공 마리                                | 2월 13일 1457년  | 1월 5일 1477년   | 3월 27일 1482년 | 3월 27일 1482년 | 용담공 샤를의 외동딸                                                     |      |
| 초상 | 이름                                       | 탄생             | 즉위             | 퇴위            | 사망            | 비고                                                                     | 문장 |

## 1477년 이후의 부르고뉴 공작
부르고뉴 대공의 지위는 1700년부터 1706년까지  잠시 동안 에스파냐의 펠리페 5세가 상속하였다. 그러나 같은 기간 프랑스의 루이 15세의 아버지인 황태자 루이를 비롯한 여러 프랑스 왕족이 부르고뉴 대공의 지위를 사용하였다.

### 프랑스의 부르고뉴 공작
| 초상 | 이름                                       | 제위 기간       | 가문        | 비고 | 문장 |
| ---- | ------------------------------------------ | --------------- | ----------- | --- | ---- |
|      | 루이 드 프랑스 Louis de France (1682-1712) | 1697년 - 1711년 | 부르봉 왕가 | 그랑 도팽' 루이 드 프랑스 (1661-1711)의 맏아들이자 루이 14세'의 손자. 그는 1711년 도팽이 되었다. 마리 아델라이드 드 사부아와 결혼했다. |      |
|      | 루이 드 프랑스 Louis de France (1751-1761) | 1751년 - 1761년 | 부르봉 왕가 | 루이 15세의 손자이자 루이 16세의 큰형. 도팽 루이 드 프랑스 (1729-1765)의 맏아들. 결핵으로인해 9살에 요절했다.                          |      |
| 초상 | 이름                                       | 제위 기간       | 가문        | 비고 | 문장 |

### 합스부르크의 부르고뉴 공작
합스부르크 왕가는 중세에서 르네상스시기의 유럽에서 많은 지역에 영토를 지배하였다. 또한 프랑스 왕가를 제외한 유럽의 모든 왕가와 혈연으로 연결되어 있었다. 1477년 부르고뉴는 여전히 프랑스 왕가의 영지였으나 부귀공 마리가 신성로마제국의 막시밀리안 1세와 결혼함으로써 부르고뉴 공국의 지배권은 합스부르크 왕가에게 귀속되었다. 부르고뉴는 여전히 프랑스의 영토로 인정되었으나 네덜란드와 같은 합스부르크 왕가의 다른 영지처럼 부르고뉴 역시 합스부르크 왕가로부터 실질적인 지배를 받았다. 부르고뉴에 대한 합스부르크의 지배는 1592년 코낵 전쟁에서 프랑스가 합스부르크 왕가를 상대로 승리할 때까지 지속되었다.
| 초상 | 이름                                   | 탄생            | 즉위            | 퇴위            | 사망            | 비고                                                                                  | 문장 |
| ---- | -------------------------------------- | --------------- | --------------- | --------------- | --------------- | ------------------------------------------------------------------------------------- | ---- |
|      | 막시밀리앙 1세 (Maximillian I)         | 3월 22일 1459년 | 1477년          | 1482년          | 1월 12일 1519년 | 마리 1세와 결혼에 의한 섭정                                                           |      |
|      | 미남공 필리프 4세 (Philippe IV le Bel) | 7월 22일 1478년 | 2월 22일 1482년 | 9월 25일 1506년 | 9월 25일 1506년 | 마리와 믹시밀리언 사이의 장남                                                         |      |
|      | 샤를 2세                               | 2월 24일 1500년 | 9월 25일 1506년 | 1월 16일 1556년 | 9월 21일 1558년 | 미남공 필리프의 장남. 아라곤과 카스틸의 카를 1세이자 신성로마제국의 카를 5세이기도 함 |      |
| 초상 | 이름                                   | 탄생            | 즉위            | 퇴위            | 사망            | 비고                                                                                  | 문장 |

#### 합스부르크-에스파냐 왕가
- 필리프 5세 (에스파냐의 펠리페 2세) 1555년 – 1598년
- 필리르 6세 (에스파냐의 펠리페 3세) 1598년 – 1621년
- 필리프 7세 (에스파냐의 펠리페 4세) 1621년 – 1665년
- 샤를 3세 (에스파냐의 카를로스 3세) 1665년 – 1700년

#### 샤를 4세(신성로마제국의 카를 6세) 1713년 – 1740년
- 마리아 테레사 1740년 – 1780년

#### 합스부르크로트링겐 왕가
- 조제프 (신성로마제국의 요제프 2세) 1780년 – 1790년
- 레오폴드 (신성로마제국의 레오폴트 2세) 1790년 – 1792년
- 프랑수아 (신성로마제국의 프란츠 2세) 1792년 – 1795년

## 같이 보기
- 부르고뉴
- 위그 르 그랑
- 로베르 가문
- 카페 왕가
- 합스부르크 왕가